# Eix
Eix ist eine französische Gemeinde mit 262 Einwohnern (Stand: 1. Januar 2022) im Département Meuse in der Region Grand Est (vor 2016: Lothringen). Die Gemeinde gehört zum Arrondissement Verdun und zum Kanton Belleville-sur-Meuse.

## Geographie
Eix liegt etwa acht Kilometer ostnordöstlich von Verdun am gleichnamigen Flüsschen Eix. Umgeben wird Eix mit den Nachbargemeinden Fleury-devant-Douaumont im Nordwesten und Norden, Damloup im Norden, Abaucourt-Hautecourt im Nordosten und Osten, Moranville im Osten und Südosten, Moulainville im Süden sowie Verdun im Südwesten und Westen.

## Bevölkerungsentwicklung
| Jahr                       | 1962 | 1968 | 1975 | 1982 | 1990 | 1999 | 2006 | 2019 |
| Einwohner                  | 163  | 146  | 154  | 169  | 222  | 223  | 246  | 256  |
| Quellen: Cassini und INSEE |      |      |      |      |      |      |      |      |

## Sehenswürdigkeiten
- Kirche Saint-Rémi, 1925 wieder errichtet
- Tunnel de Tavannes und Fort de Tavannes

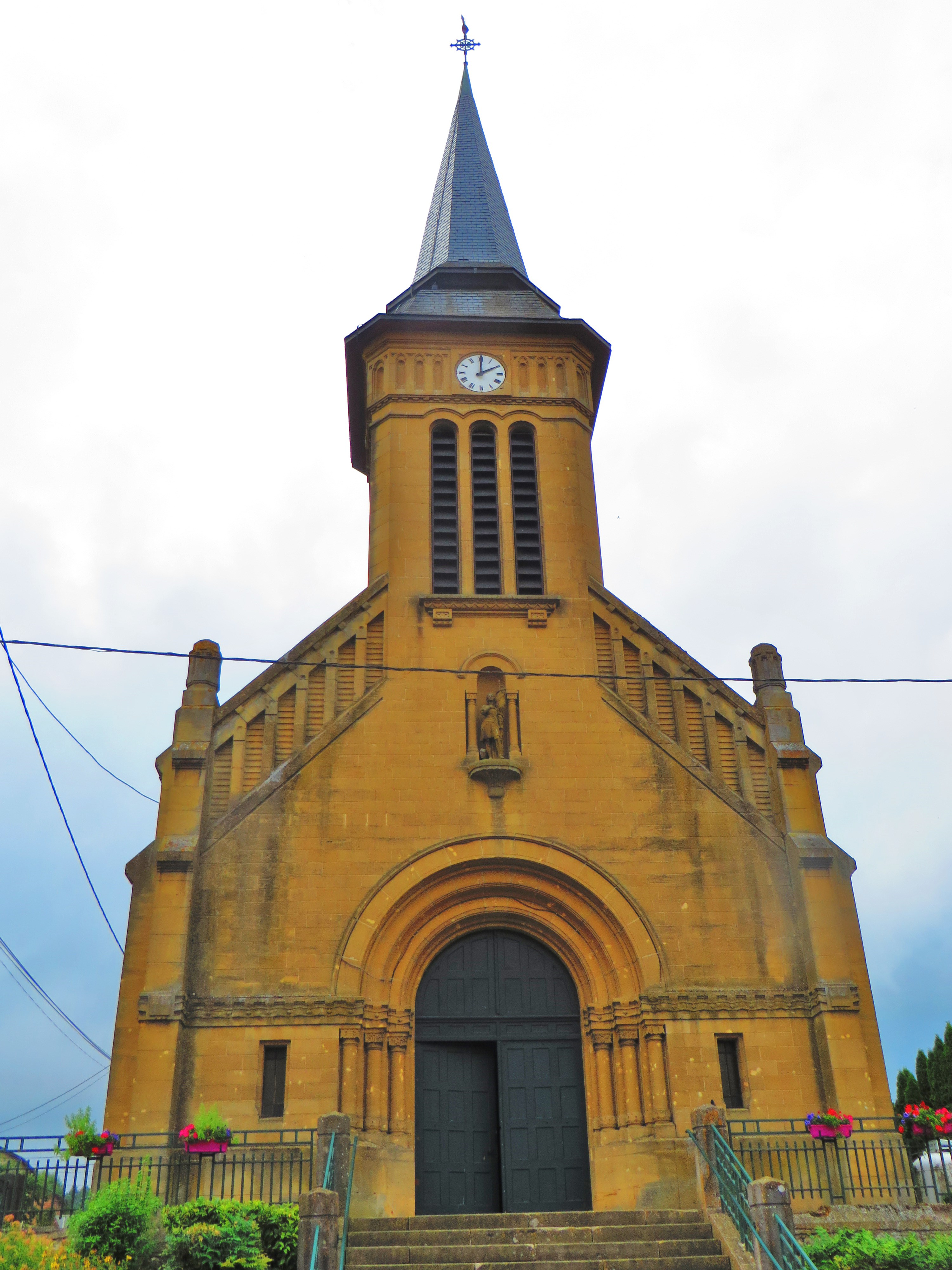
Kirche Saint-Rémi